# Операція «Коридор 92»
Операція «Коридор 92» (сербохорв. Операција Коридор 92/Operacija Koridor 92), також відома серед сербів як пробиття Коридору життя (серб. пробој Коридора живота) — найбільша військова операція армії Республіки Сербської (АРС) проти Хорватської ради оборони (ХРО) та збройних сил Хорватії (ЗСХ), проведена з 24 червня по 6 жовтня 1992 року в Боснійській Посавині під час війни в Боснії та Герцеговині. Мала на меті відновити дорожнє сполучення між західною та східною частинами Республіки Сербської. Виявилася успішною для сербської сторони, яка мала значну чисельну перевагу в живій силі. Причиною початку операції стало захоплення Дервенти і Модричі силами ХРО і ЗСХ, чим було перекрито єдиний сухопутний шлях між розрізненими територіями, що перебували під контролем Армії Республіки Сербської, а безпосереднім приводом для операції послужила загибель у травні та червні 1992 року 12 новонароджених у реанімаційному відділенні пологового будинку Бані-Луки через відсутність кисневих балонів унаслідок блокади цієї території мусульманськими і хорватськими військовими силами в районі Семберії.

## Історія
Лінія збройного протистояння між сербами та хорватами в середині березня 1992 року проходила поблизу Босанського Броду. Хорватська рада оборони, підсилена військовослужбовцями регулярної хорватської армії, придушила опір сербських військових формувань та ЮНА на південь від міста. До кінця травня 1992 р. ХРО і регулярні війська Хорватії вступили у Модричу і Дервенту. Метою цих наступів було відрізати сербів у Країні від Сербії та змусити їх здатися. Взяття Модричі перервало останнє дорожнє сполучення більшої частини Республіки Сербської та Республіки Сербська Країна із Сербією. Це перепинило постачання Бані-Луки та значної частини Республіки Сербська Країна (РСК), тому АРС вирішила вдатися до контрнаступу.
У той час АРС і ЮНА (що відходила до СРЮ) закріпилися в Добої і Босанському Шамаці, що на південь та схід від районів, утримуваних хорватськими силами. У червні 1-й Країнський корпус АРС розпочав підготовчі дії в утримуваних хорватами місцевостях навколо Дервенти, намагаючись покращити позиції АРС, необхідні для здійснення масштабної атаки. До 20 червня АРС захопила села Которсько та Йоховаць на північ від Добоя і досягла головної мети підготовчих дій.

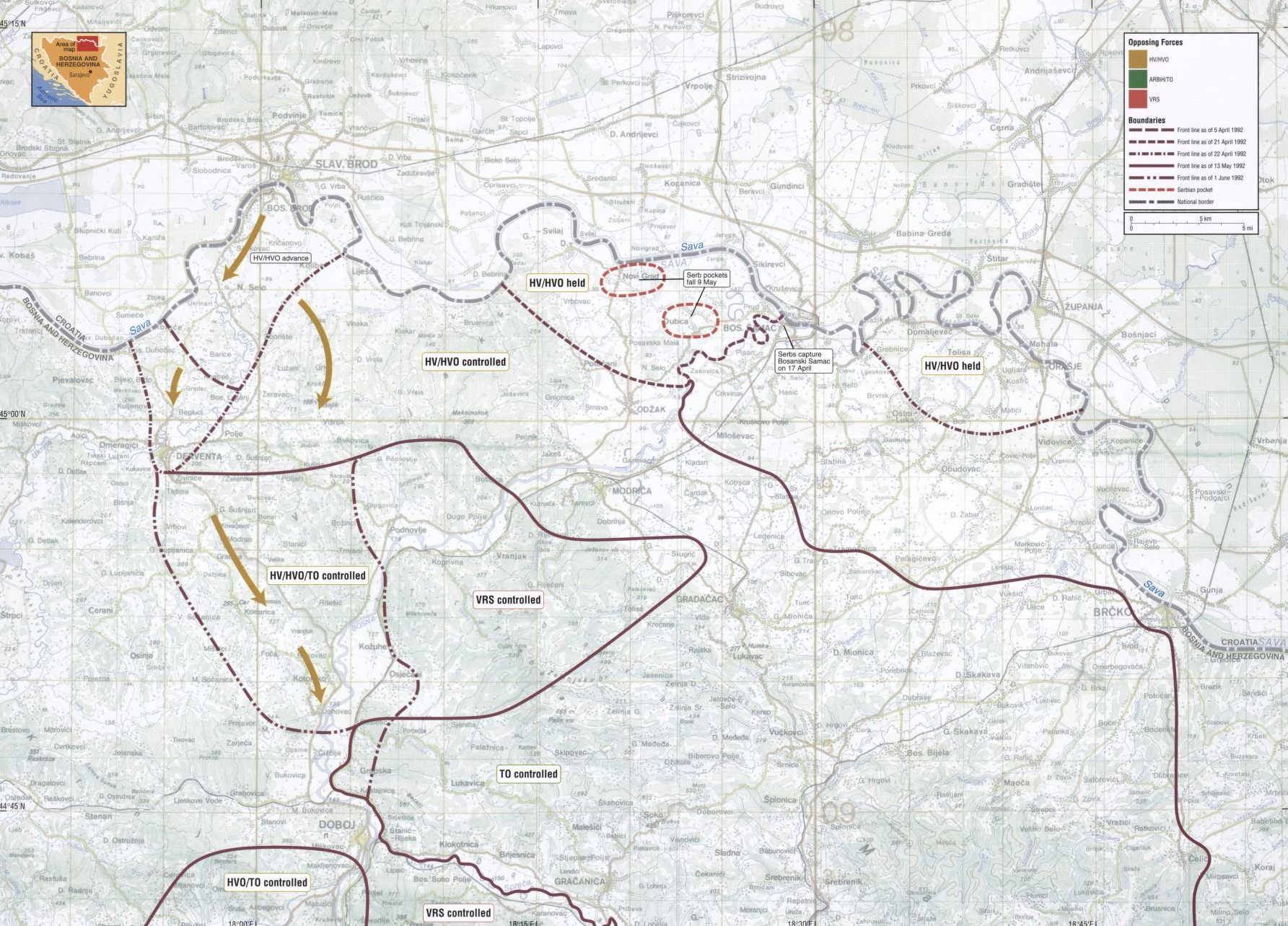
Карта прориву хорватських військ у Боснійській Посавині навесні 1992 року

Крім значної чисельної переваги, АРС мала також перевагу в озброєнні: тоді, як у хорватських військ було 47 бойових машин, 35 із яких — танки (9 Т-34, 22 Т-55 і 4 М-84), АРС мала в розпорядженні 163 бойові машини, включаючи три ПТ-76, 18 Т-34, 71 Т-55 і 24 М-84. Сербські війська мали перевагу і в кількості артилерійських одиниць.
На першому етапі операції «Коридор 92» війська Республіки Сербської захопили Модричу і Дервенту, відсунувши сили ХРО і ЗСХ на північ і зайнявши при цьому ще декілька міст. На другому етапі АРС прорвалася до річки Сава, тобто до боснійсько-хорватського кордону, знищивши плацдарм, який утримували бійці ЗСХ і ХРО у Босанському Броді. На першому етапі операції з обох боків узяли участь близько 67 000 вояків, а на завершальному третьому етапі — приблизно 22 000 солдатів. 
Велика чисельність залучених до операції військовиків обернулася і великими втратами в живій силі з обох боків, а особливо серед бійців ХРО. Рада національної оборони Хорватії підготувала доповідь щодо втрати Босанської Посавини, де звинуватила у поразці внутрішні конфлікти, подвійний командний ланцюжок та недієвість контррозвідки. Пізніше цей висновок породив припущення, що поразка була результатом політичної домовленості між сербським і хорватським керівництвом про забезпечення сухопутної торгівлі, хоча аналіз Центрального розвідувального управління відкинув такі підозри.